# Aristolochia warmingii
Aristolochia warmingii é uma espécie de planta trepadeira da família das aristoloquiáceas conhecida popularmente como batatinha, flo-de-sapo, jarrinha-batatinha, jarrinha-bico-de-passarinho.
A planta está descrita na Flora Brasiliensis de Martius..